# Hyalinobatrachium nouraguensis
Hyalinobatrachium nouraguensis és una espècie de granota que viu a la Guaiana Francesa i, possiblement també, al Brasil.